# Konstantin Michajłow
Konstantin Aleksandrowicz Michajłow (ros. Константин Александрович Михайлов, ur. 1904, zm. 1985) – radziecki dyplomata.

## Życiorys
Członek WKP(b), od 24 grudnia 1937 do 1 września 1943 pełnomocny przedstawiciel/ambasador nadzwyczajny i pełnomocny ZSRR w Afganistanie, od 1 września 1943 do 21 maja 1944 ambasador nadzwyczajny i pełnomocny ZSRR w Iranie, 1945-1946 kierownik Wydziału Państw Ameryki Łacińskiej Ludowego Komisariatu Spraw Zagranicznych ZSRR. W 1946 p.o. kierownika Wydziału USA Ministerstwa Spraw Zagranicznych ZSRR, 1948 kierownik Wydziału Państw Azji Południowo-Wschodniej MSZ ZSRR.